# Amblypsilopus abruptus
Amblypsilopus abruptus är en tvåvingeart som först beskrevs av Walker 1859.  Amblypsilopus abruptus ingår i släktet Amblypsilopus och familjen styltflugor. Inga underarter finns listade i Catalogue of Life.